# Фетчабун
Фетчабун е една от 76-те провинции на Тайланд. Населението на провинцията е 965 784 жители (2000 г. – 19-а по население), а площта 12 668,4 кв. км (9-а по площ). Намира се в часова зона UTC+7. Разделена е на 11 района, които са разделени на 117 общини и 1261 села. До Фетчабун няма изграден жп път, а само автомобилни пътища. На герба на провинцията има изобразен диамант, тъй като са намерени диаманти на нейната територия.